# آآ لئوکانتا
آآ لئوکانتا (نام علمی: Aa leucantha) نام یک گونه از سرده آآ است.